# Lithacodia deceptoria
Lithacodia deceptoria là một loài bướm đêm trong họ Noctuidae.